# Myroslaw Rudenko

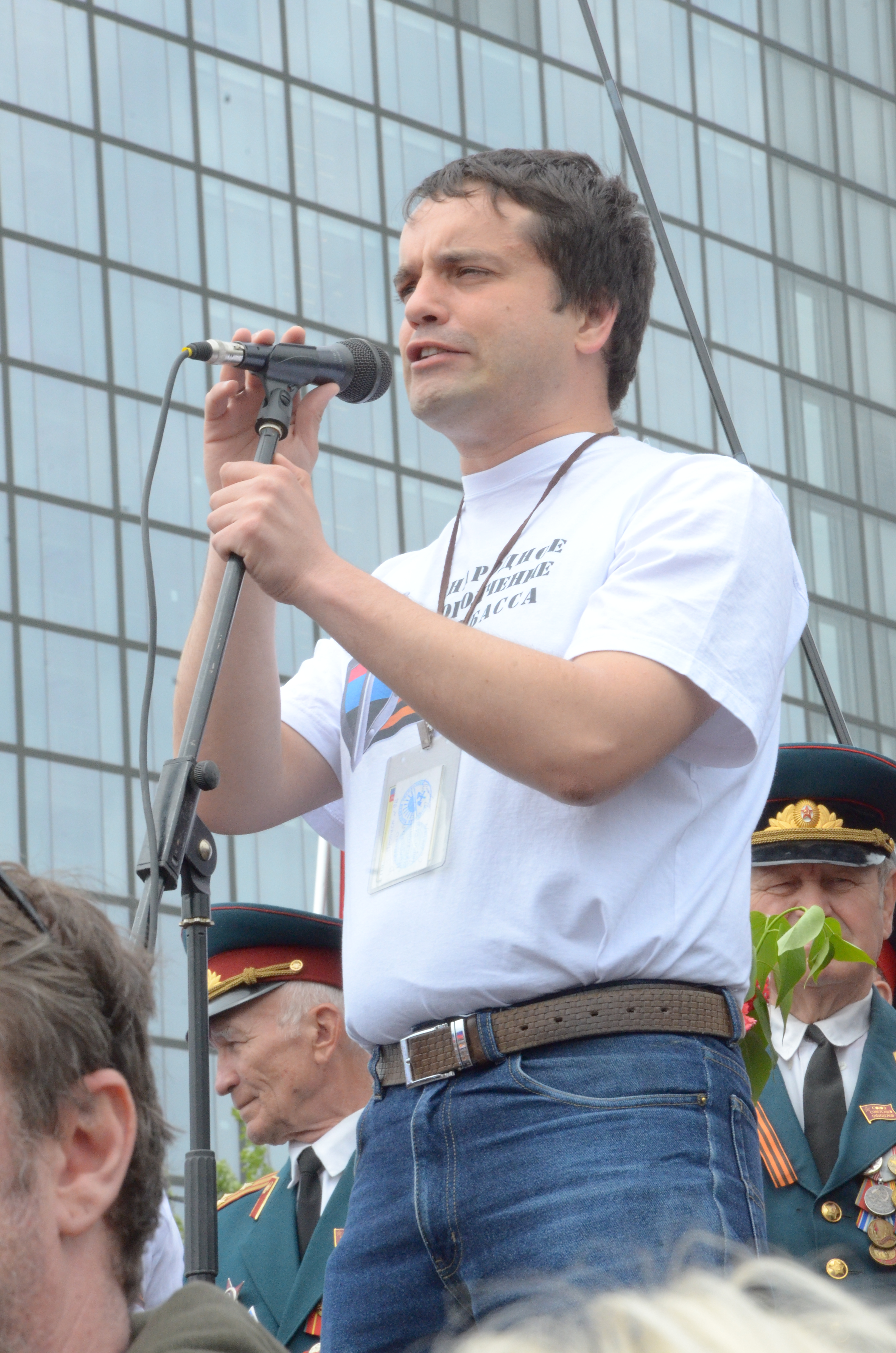
Myroslaw Rudenko

Myroslaw Wolodymyrowitsch Rudenko (russisch Мирослав Владимирович Руденко Miroslaw Wladimirowitsch Rudenko, ukrainisch Мирослав Володимирович Руденко; * 21. Januar 1983 in Debalzewe, Oblast Donezk, Ukrainische SSR, UdSSR) ist ein Politiker und Staatsmann der international nicht anerkannten „Volksrepublik Donezk“.

## Biografie
Rudenko studierte Geschichtswissenschaften an der Nationalen Wassyl-Stus-Universität Donezk. Während der Studienzeit gründete er gemeinsam mit seinem Freund und dem späteren Separatistenanführer Pawlo Hubarjew eine Bewegung namens „AK-47“.
Im Jahr 2000 zog Rudenko nach Donezk und arbeitete im Stadtrat von Donezk. Er gehörte zu den aktiven Organisatoren und Teilnehmern der nationalistisch gesinnten „Russischen Märsche“ in Donezk.
Nach dem prorussischen Aufstand im Donbass im Frühling 2014 wurde er zusammen mit Hubarjew zu einem der Anführer der „Volkswehr Donbass“. Er war federführend bei der Durchführung des Referendums im Osten der Ukraine über die Abspaltung des Gebiets. Nach der Ausrufung der Volksrepublik Donezk wurde Rudenko im November 2014 zum Abgeordneten des Volksrates gewählt.
Aufgrund der russischen Aggression gegen die Ukraine ist Rudenko seit 2014 unter anderem von der EU und USA sanktioniert. Per Beschluss des ukrainischen Präsidenten Wolodymyr Selenskyj befindet er sich seit dem 24. Juni 2021 auch auf der Sanktionsliste der Ukraine.